# 데드 오어 얼라이브 (시리즈)
《데드 오어 얼라이브》(デッドオアアライブ, Dead or Alive)는 테크모의 격투 게임 시리즈이다. 처음에는 아케이드 게임이었으나, 현재까지 세가 새턴, 플레이스테이션, 드림캐스트, 플레이스테이션 2, XBOX, 플레이스테이션 3, XBOX 360 등 여러 가지 게임 시스템으로 제작되었다.

## 게임
- 데드 오어 얼라이브
  - 데드 오어 얼라이브 ++
- 데드 오어 얼라이브 2
  - 데드 오어 얼라이브 2 밀레니엄
  - 데드 오어 얼라이브 2 리미티드 에디션
  - 데드 오어 얼라이브 2 하드코어
- 데드 오어 얼라이브 3
- 데드 오어 얼라이브 얼티메이트
- 데드 오어 얼라이브 4
  - Dead or Alive: Xtreme Beach Volleyball
  - Dead or Alive: Xtreme 2
  - Dead or Alive: Paradise
- 데드 오어 얼라이브: Dimensions
- 데드 오어 얼라이브 5
  - 데드 오어 얼라이브 5 PLUS
  - 데드 오어 얼라이브 5 얼티메이트
  - 데드 오어 얼라이브 5 얼티메이트: Arcade
  - 데드 오어 얼라이브 5 Last Round

## 영화
라이브 액션 영화 DOA는 2007년 6월 15일 미국에서 개봉하였다.